# Lorraine-Dietrich Type DM
Der Lorraine-Dietrich Type DM ist eine Baureihe von Pkw-Modellen der 1900er Jahre. Dazu gehören Type CDM und Type TDM. Hersteller war Lorraine-Dietrich in Frankreich.

## Beschreibung
Die Baureihe stand nur 1906 im Sortiment. Vorausgegangen war der De Dietrich Type CM des Vorgängerunternehmens Société de Dietrich et Cie de Lunéville. 1907 folgte der Type EM.
Der Motor entstand nach einer Lizenz von Turcat-Méry. Er ist ein Vierzylinder-Reihenmotor. Er ist als L-Kopf-Motor mit SV-Ventilsteuerung ausgeführt. Jeweils zwei Zylinder sind paarweise zusammengegossen. Jeweils 120 mm Bohrung und Hub ergeben 5429 cm³ Hubraum. Der Motor war damals in Frankreich steuerlich mit 24 CV eingestuft.
Der Motor ist vorn längs im Fahrgestell eingebaut. Er treibt über ein Vierganggetriebe und Ketten die Hinterräder an. Die Bremse wirkt zeittypisch nur auf die Hinterachse.
Type CDM hat einen kürzeren Radstand und Type TDM einen längeren Radstand.